# Compagnons de route
Compagnons de route (Travelers) est le 15e épisode de la saison 5 de la série télévisée X-Files. Dans cet épisode sous forme de flashback, Arthur Dales, un ancien agent du FBI, raconte à Mulder les origines du bureau des « Affaires non classées ».
L'épisode, dans lequel Gillian Anderson n'apparaît pas, a été écrit en hommage à un scénariste mis sur la liste noire de Hollywood pendant le maccarthysme. Darren McGavin, qui interprète Arthur Dales, était une idole de jeunesse de Chris Carter en raison de son rôle de Kolchak. Une attention particulière a été portée à la reconstitution visuelle des années 1950. L'épisode a obtenu des critiques plutôt favorables.

## Résumé
En 1990, dans le Wisconsin, un shérif procédant à une expulsion découvre un cadavre vidé de ses organes et tire sur Edward Skur, l'occupant de la maison. Les derniers mots de Skur avant sa mort sont : « Mulder ». Mulder, qui travaille alors à la division de l'étude comportementale des criminels du FBI, pense que Skur a connu son père. Il rend visite à Arthur Dales, un ancien agent du FBI qui a mené une enquête sur Skur dans les années 1950, et le persuade de lui raconter son histoire.
En 1952, Arthur Dales et son partenaire Hayes Michel arrêtent Skur, soupçonné d'être un sympathisant communiste. Plus tard, Dales apprend que Skur s'est pendu dans sa cellule et va présenter ses excuses à sa femme. Il découvre alors que Skur est en vie et le prend en chasse. Skur s'échappe mais, au cours de la lutte, Dales aperçoit un appendice qui sort de la bouche de Skur. Roy Cohn donne à Dales l'ordre de retirer toute référence à Skur dans son rapport sur l'incident. Plus tard, Dales et Michel sont envoyés enquêter sur la mort d'un docteur d'origine allemande. Dales est approché par Bill Mulder, un agent du département d'État. Ce dernier lui apprend que Skur, ainsi que deux autres personnes qui se sont suicidées, a été le sujet d'expérimentations secrètes. Skur a tué le docteur pour se venger de ce qu'il lui avait fait subir et, selon Mulder, va désormais s'en prendre à Dales et Michel.
Michel est tué par Skur et son corps est découvert vidé de tous ses organes. Cohn refuse qu'une autopsie soit menée et ordonne à Dales d'arrêter son enquête sur cette affaire. Refusant d'abandonner, Dales découvre l'existence d'affaires non classées (X-Files) et fait autopsier le corps de l'un des deux autres hommes qui ont subi des expérimentations semblables à Skur et découvre dans son ventre une créature arachnoïde. Dales est convoqué au siège du FBI et accepte de servir d'appât pour attirer Skur. Ce dernier, qui tente désespérément de résister au parasite qui lui a été implanté, attaque Dales. Bill Mulder et un autre agent font exprès d'intervenir tardivement, comptant trouver Dales mort, mais celui-ci a en fait réussi à menotter Skur.
Dales termine son récit en expliquant qu'il a ensuite été mis au placard (dans l'épisode Agua mala, on apprend qu'il a été chargé des « Affaires non classées »). Mulder, consterné d'apprendre l'implication de son père dans cette conspiration, demande à Dales comment Skur s'est ensuite échappé. Dales ne peut qu'émettre l'hypothèse que quelqu'un l'a laissé s'enfuir dans l'espoir que la vérité finisse par éclater, et la dernière scène de l'épisode montre Bill Mulder libérant Skur.

## Distribution
- David Duchovny : Fox Mulder
- Fredric Lane : Arthur Dales jeune
- Garret Dillahunt : Edward Skur
- Brian Leckner : Hayes Michel
- David Moreland : Roy Cohn
- Darren McGavin : Arthur Dales
- Dean Aylesworth : Bill Mulder jeune

Gillian Anderson est créditée au générique mais n'apparaît pas dans l'épisode.

## Production

### Préproduction
L'épisode est écrit en hommage à Howard Dimsdale, un scénariste mis sur la liste noire de Hollywood pendant le maccarthysme et ayant écrit plusieurs scénarios de films sous le pseudonyme d'Arthur Dales. Dimsdale a par la suite passé de nombreuses années à enseigner à l'American Film Institute et y a eu comme élèves John Shiban et Frank Spotnitz. Shiban et Spotnitz décident de combiner dans leur scénario plusieurs histoires de Dimsdale au sujet de la paranoïa et de trahisons avec l'idée que la chasse aux communistes des années 1950 « n'était en réalité qu'un écran de fumée pour cacher tout autre chose ». Ils se rendent alors compte qu'en plaçant l'action lors de cette période, ils seront en mesure de « retracer les origines du bureau des affaires non classées ».
Le personnage de Scully n'apparaît pas dans l'épisode car Gillian Anderson est occupée à tourner des scènes de Combattre le futur (1998). Darren McGavin est choisi pour interpréter le rôle d'Arthur Dales à la demande expresse de Chris Carter car son rôle dans Kolchak: The Night Stalker a été son inspiration principale pour créer la série X-Files. McGavin avait auparavant déjà été contacté pour jouer le rôle du sénateur Matheson dans l'épisode Les Petits Hommes verts, puis celui de Bill Mulder dans l'épisode La Colonie, mais il n'était à chaque fois pas disponible.

### Tournage
L'équipe artistique de la série est chargée de créer une atmosphère d'époque convaincante en très peu de temps. Des costumes des années 1950 sont loués ou fabriqués et le chef décorateur Gary Allen étudie de vieux exemplaires du National Geographic pour restituer de façon réaliste les bureaux du siège du FBI. Allen crée également l'abri antiatomique que l'on voit dans une scène, son propre père en ayant construit plusieurs à l'époque où il était entrepreneur. Plusieurs clins d'œil sont intégrés à l'épisode ; ainsi, le nom de Paula Rabwini peut être lu sur la pochette du disque de Lili Marleen dans la maison du docteur allemand, en référence à Paul Rabwin, l'un des producteurs de la série, alors que l'agent Hayes Michel est baptisé ainsi d'après le nom du fiancé de Mary Astadourian, l'une des assistantes de Chris Carter.
Lors de plusieurs plans, on peut voir que Mulder porte une alliance car David Duchovny venait alors tout juste de se marier avec Téa Leoni et tenait à porter son alliance. Chris Carter explique par la suite à l'acteur que ce détail pose un problème de continuité car il faudra y trouver une explication si un épisode situé à la même époque est tourné dans le futur. Le port de cette alliance par Mulder cause une certaine frénésie chez les fans à l'époque de la première diffusion de l'épisode mais ne sera jamais explicité par la suite.
Toby Lindala, le responsable des effets spéciaux, fabrique l'araignée extraterrestre ainsi que la prothèse faciale qui permet à la créature de ramper en dehors de la bouche d'Edward Skur pour s'introduire dans celle de ses victimes. Les pellicules de l'épisode sont légèrement décolorés en postproduction pour accentuer l'aspect visuel rétro. 

## Accueil

### Audiences
Lors de sa première diffusion aux États-Unis, l'épisode réalise un score de 9,9 sur l'échelle de Nielsen, avec 15 % de parts de marché, et est regardé par 15,06 millions de téléspectateurs.

### Accueil critique
L'épisode a recueilli des critiques plutôt positives. Dans leur livre sur la série, Robert Shearman et Lars Pearson lui donnent la note de 4/5, évoquant un épisode « rafraîchissant et d'une grande importance » qui se sert très bien du thème de la chasse aux communistes, et qualifiant Darren McGavin de « père spirituel de la série ». Pour le site Le Monde des Avengers, « cette balade dans de très sombres années 50 permet surtout une transposition très fine des thèmes majeurs de la série » tandis que l'histoire mêle brillamment « une évocatrice reconstitution d’époque et un sens consommé de l’épouvante » et que l'interprétation est « particulièrement brillante ». Todd VanDerWerff, du site The A.V. Club, lui donne la note de B, estimant que l'épisode « n'est pas aussi bon qu'il aurait pu l'être » mais qu'il demeure très divertissant tout en étant parsemés de scènes chocs. Mise en place efficace de la mythologie de la série, il bénéficie également de l'excellente interprétation de Darren McGavin mais la représentation des années 1950 reste « assez générique ».
John Keegan, du site Critical Myth, lui donne la note de 5/10, évoquant une « étrange variation du format habituel de la série » où « certains éléments fonctionnent très bien » mais qui souffre de « quelques choix scénaristiques malheureux ». Cela en fait un « standalone convenable » mais qui s'intègre mal à la mythologie de la série. Paula Vitaris, de Cinefantastique, lui donne la note de 1/4, estimant que cet épisode bouche-trou « n'est pas particulièrement divertissant » et que le personnage d'Arthur Dales n'éveille pas l'intérêt, l'aspect visuel de l'épisode étant par contre « remarquable ».